# Alpha Bank
O Alpha Bank é o segundo maior banco grego em ativos totais e o maior em capitalização de mercado de € 2,13 bilhões (em 4 de dezembro de 2018). Possui uma filial e filial em Londres, Inglaterra e subsidiárias na Albânia, Chipre e Romênia. Fundada em 1879, é controlada pela família Costopoulos desde a sua criação.[carece de fontes?] Atualmente, Ioannis Costopoulos, neto do fundador original John F. Costopoulos e sobrinho de Stavros Costopoulos, ministro das Relações Exteriores do governo de Georgios Papandreou, é o presidente honorário.[carece de fontes?] Em 16 de janeiro de 2015, o Alpha Bank solicitou Assistência de Liquidez de Emergência (ELA) ao Banco da Grécia.

## História

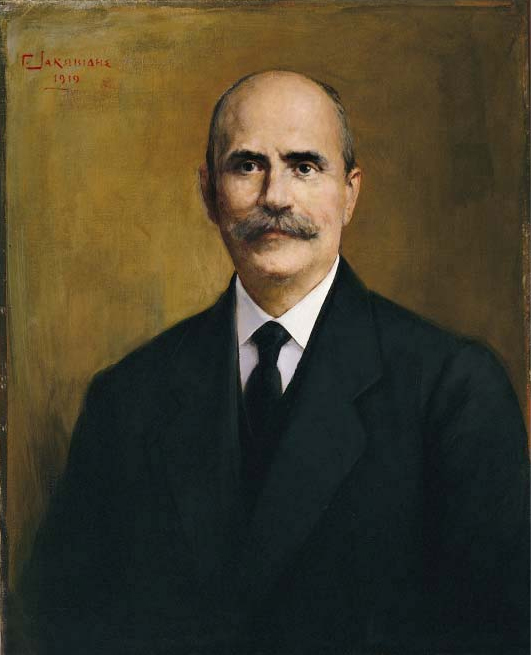
John F. Costopoulos, Pintura de Georgios Jakobides, 1919

### Na Grécia
Em 1879, John F. Costopoulos estabeleceu uma pequena empresa comercial na cidade de Calamata. O departamento bancário da firma "JF Costopoulos" mudou seu nome para Bank of Kalamata em 1918. O banco mudou sua sede para Atenas e mudou seu nome para Banque de Credit Commercial Hellenique em 1924 e, em 2 de novembro de 1925, o banco foi listado na Bolsa de Atenas.
O banco mudou seu nome para Commercial Credit Bank (CCB) em 1947, e esse nome foi alterado para Credit Bank (Trapeza Pisteos) em 1972 e para Alpha Credit Bank (ACB) em 1994.
Em 1999, o ACB adquiriu 51% das ações do Banco Popular Jónico e absorveu-o em 2000. Ele também mudou seu nome para nome para Alpha Bank. Uma tentativa de fusão entre o Alpha Bank e o Banco Nacional da Grécia fracassou em 2002.
Em 2012, o Alpha Bank cancelou sua fusão com o Eurobank Ergasias, anunciada no ano anterior. No mesmo ano, o Alpha Bank adquiriu o departamento grego do Emporiki Bank do Credit Agricole por € 1. A fusão legal foi concluída em 28 de junho de 2013. Em 31 de maio de 2013, o banco procedeu a uma recapitalização bem-sucedida com uma subscrição excessiva da necessária participação do setor privado na Emissão de Direitos, o que resultou na preservação do caráter privado do Alpha Bank. O Alpha Bank também assumiu os depósitos do Cooperative Bank of Dodecanese, Cooperative Bank of Western Macedonia e Cooperative Bank of Evia em 2013 e adquiriu todo o capital social do Emporiki Bank.
Em 31 de março de 2014, o Alpha Bank concluiu com sucesso seu aumento de capital de 1,2 bilhão de euros. O Banco resgatou o valor total das Ações Preferenciais da República Helênica em 17 de abril de 2014. Em 26 de outubro de 2014, o Alpha Bank anunciou a conclusão bem-sucedida da Avaliação Abrangente do Banco Central Europeu (BCE) no cenário adverso estático com CET1 8,07% e excedente de capital de 1,3 bilhão de euros. Com base nas premissas adversas dinâmicas, o CET1 é de 8,45%, com excedente de capital de 1,8 bilhão de euros. Também em 2014, o Alpha Bank assumiu as operações de banco de varejo grego do Citibank.
O Alpha Bank solicitou a Assistência de Emergência em Liquidez (em inglês: ELA) ao Banco da Grécia em 16 de janeiro de 2015. Seu financiamento total do BCE (ELA e não-ELA) era de € 29,9 bilhões em 30 de setembro de 2015. Em 17 de julho de 2015, vendeu suas agências búlgaras ao Postbank (Bulgária), subsidiária do banco grego Eurobank Ergasias.
Os resultados do final de 2015 do Alpha Bank são: Ativos ponderados pelo risco: € 52,6 bilhões. Total de empréstimos: 62 bilhões de euros (52,5 bilhões em empréstimos na Grécia, 9,5 bilhões em empréstimos no exterior). 51,3% são exposições não produtivas usando a definição da Autoridade Bancária Europeia, com uma cobertura de 50% de Provisão e 31,4 bilhões de euros em depósitos (26,3 bilhões de euros em depósitos gregos). Relação empréstimo/depósito = 147%. Rácio custo/rendimento = 50%.

### Expansão internacional
Em 1960, o Commercial Credit Bank estabeleceu uma subsidiária em Chipre que mais tarde poderá fechar ou vender.
O banco iniciou um programa de expansão internacional, especialmente no sudeste da Europa, no início de 1990. Em 1994, o Banco de Crédito e o Banco Europeu de Reconstrução e Desenvolvimento (BERD) fundaram o Banca Bucureşti na Romênia, que iniciou suas operações no ano seguinte. O Banco de Crédito possuía cerca de 50% do banco. O ACB também adquiriu o Commercial Bank of London do Commercial Bank of Greece (Emporiki Bank) em 1994 e o renomeou como Alpha Credit Bank London.
Em 1998, o ACB estabeleceu uma filial em Tirana, Albânia, e seguiu com mais três filiais. No mesmo ano, adquiriu 82,5% do Lombard NatWest Bank em Chipre e renomeou-o como Alpha Bank Cyprus Ltd. Em 1999, o ACB adquiriu 65% do Kreditna Banka, Skopje, no norte da Macedônia (veja Alpha Bank Skopje).
O Banca Bucureşti mudou seu nome para Alpha Bank Romania (ABR) em 2000. O Banca Monte dei Paschi di Siena teve uma participação de 5% no banco, e a parte do Alpha Bank se tornou 63%. A própria ABR adquiriu uma participação de 12,5% no Victoria Bank (est. 1989), o maior banco privado da Moldávia. Em 2002, a ACB adquiriu a participação minoritária e tornou-se o único acionista do Alpha Bank Skopje, representando 100% de seu capital social. O Alpha Bank adquiriu 88,64% de participação na Sérvia Jubanka e mudou seu nome para Alpha Bank Beograd e, em seguida, para Alpha Bank Srbija no início de 2005.
O Alpha Bank também possui uma extensa rede de agências na Bulgária, cuja fundação herdou do Ionian and Popular Bank, que entrou em 1994 com um escritório de representação em Sófia.
Em agosto de 2007, a Agência Reguladora e de Supervisão Bancária da Turquia bloqueou a mudança do Alpha Bank para comprar uma participação de 50% no Alternatifbank (Abank), alegando que o Alpha Bank não cumpria os termos do Artigo 8 da lei bancária da Turquia. O artigo cobre a força financeira, o histórico e o histórico pessoal do conselho de administração de um banco Em 27 de março de 2008, o Alpha Bank chegou a um acordo para comprar uma participação majoritária no recém-criado OJSC Astra Bank na Ucrânia como parte dos planos de expansão na região. O Alpha Bank concordou em comprar 90% do Astra Bank por 9 milhões de euros. O Astra Bank tornou-se insolvente em março de 2015 e, em julho de 2015, foi adquirido 100% pela Agro Holdings (Ukraine) Limited (uma empresa de propriedade da NCH Capital, com sede nos EUA).
O Alpha Bank possui uma filial em Londres e uma empresa financeira, e administrou o Alpha Finance US, em Nova York, que não existe mais.

## De outros

### Listagem na Bolsa de Atenas
A empresa está listada na Bolsa de Atenas com o símbolo de ações ALPHA; o ISIN é GRS015013006. Em 11 de agosto de 2015, o número de títulos em circulação e o número de títulos listados é 12769059858 (cerca de 12,7 bilhões).
A ação é uma das 25 ações do índice FTSE/Athex Large Cap (11 de agosto de 2015).